# Scopolamin
 Denne artikel bør gennemlæses af en person med fagkendskab for at sikre den faglige korrekthed.

Scopolamin er et alkaloid, en nitrogenholdig organisk kemisk forbindelse og har sit navn efter planten, hvor den findes, Hyoscyamus niger eller bulmeurt. Som andre alkaloider har stoffet en kemisk indvirkning på mennesker og andre dyr. Scopolamin tilhører tropan-alkaloidgruppen sammen med bl.a. atropin og kokain.
Udtræk af bulmeurt er siden oldtiden blevet brugt som smertestillende, beroligende og søvndyssende middel. Ved indtagelse af bulmeurt i mindre mængder, kan det give kraftige hallucinationer. Scopolamin blev først isoleret i 1880 og er stort set lige siden blevet anvendt i en lang række lægemidler. Det er har været anvendt inden for afhøring af agenter eller ved militære afhøringer, hvor man ville fremme sandheden ved en person der ellers ville lyve om et emne.[kilde mangler] Stoffet stimulerer central-nervesystemet og nedsætter folks hæmninger, hvilket vakte CIA’s interesse i stoffet, ofte kombineret med andre stoffer.[kilde mangler]

## Ekstern henvisning
- En gammel, giftig sag